# Locomotive sans foyer
Ne doit pas être confondu avec Locomotive à vapeur.

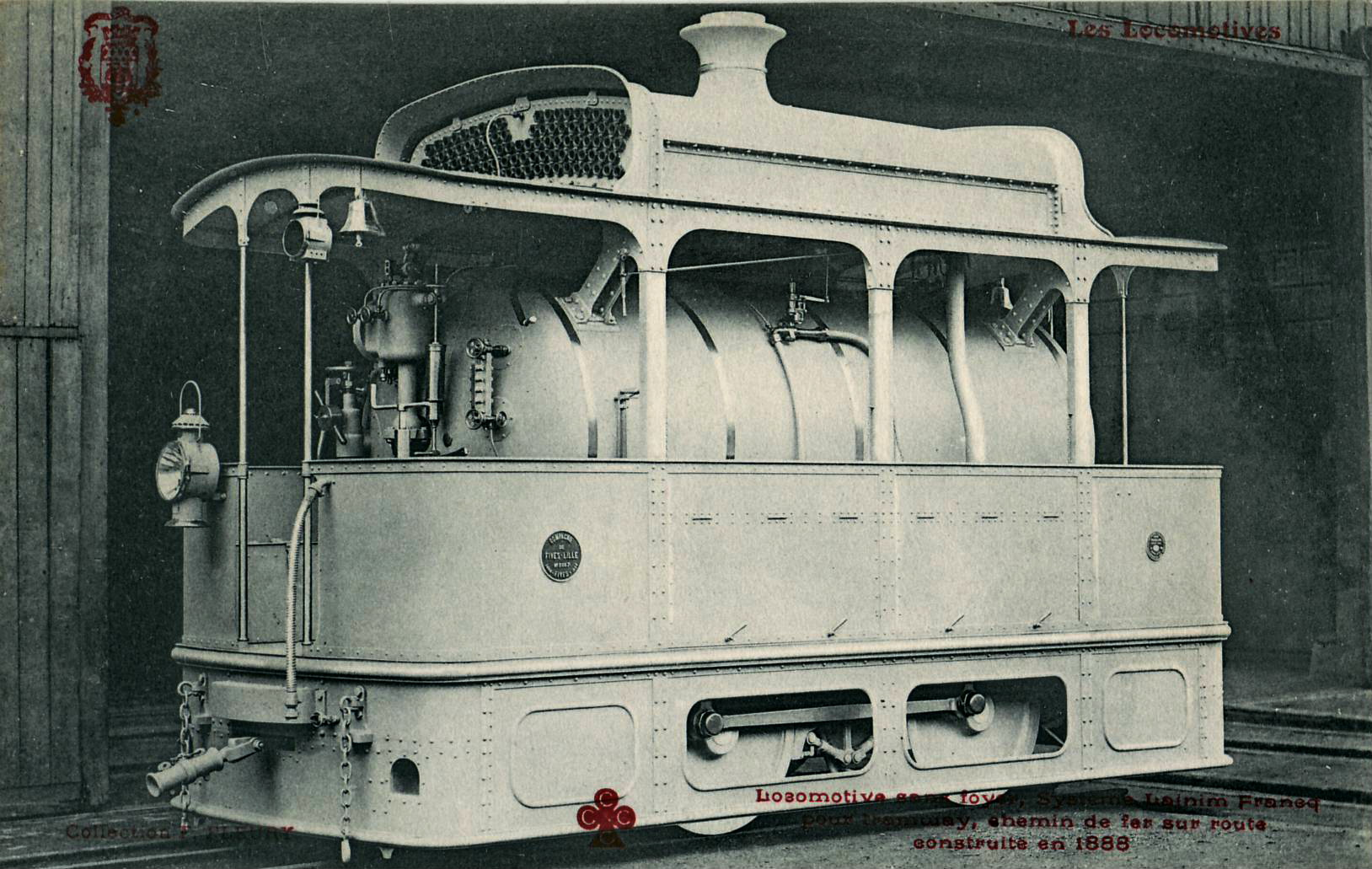
Locomotive sans foyer pour tramway, système Lamm & Francq, type 020, construite en 1888 par Fives-Lille

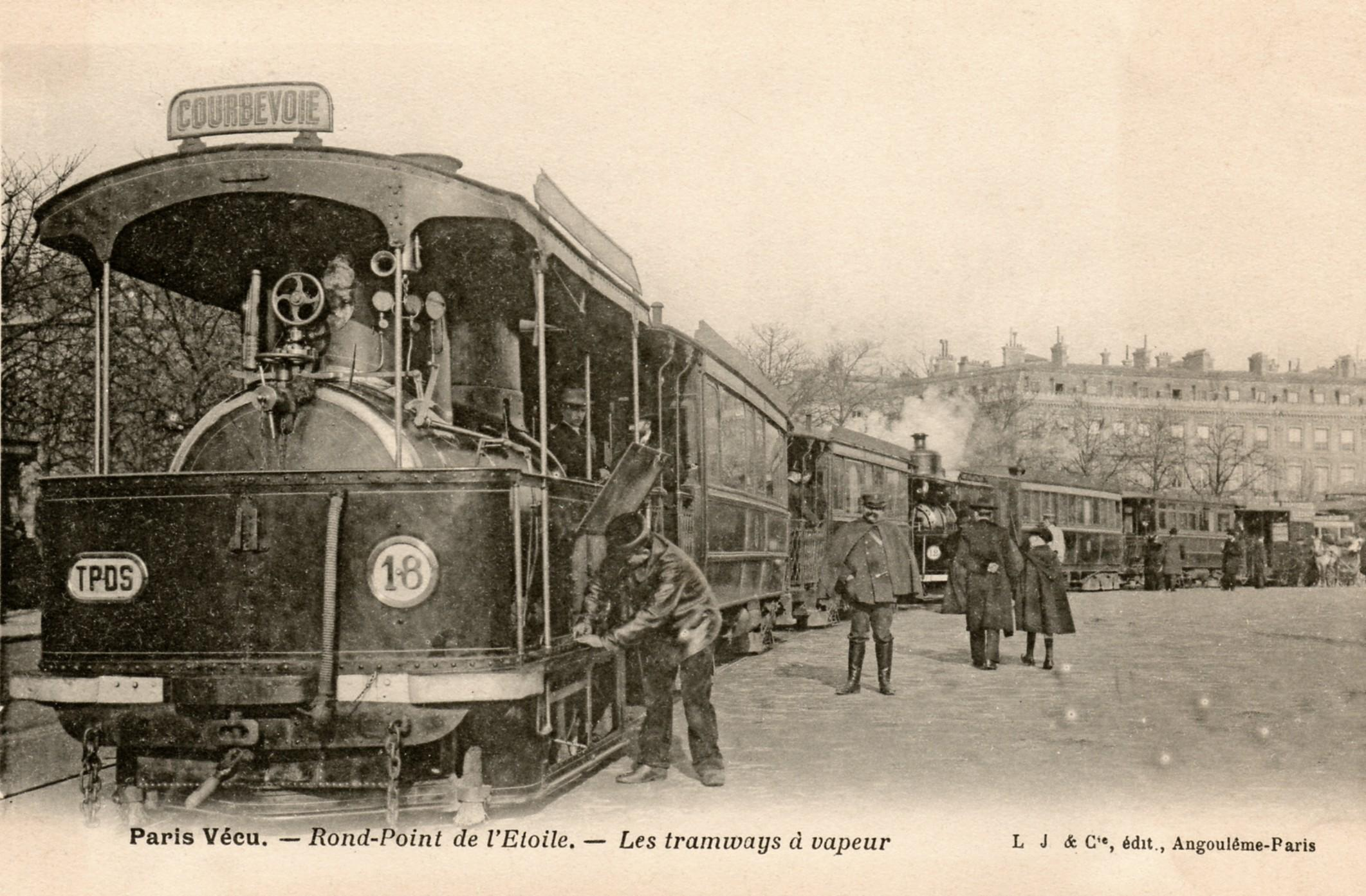
Locomotive Francq, place de l'Étoile à Paris.

Une locomotive sans foyer est une locomotive à vapeur sans chaudière. Au lieu de cela, elle dispose d'un accumulateur de vapeur, un réservoir rempli d'eau bouillante, qui peut être chargé avec de la vapeur provenant d'une chaudière stationnaire. La locomotive fonctionne alors sur la réserve de vapeur stockée jusqu'à ce qu'une nouvelle charge soit nécessaire.

## Histoire
Une première application de la locomotive sans foyer était les tramways urbains aux États-Unis. Émile Lamm a développé deux types de locomotives sans foyer : l'une avec de l'ammoniac et l'autre en utilisant de la vapeur stockée. Lamm créa deux entreprises, L'ammoniac et Thermo-spécifique de propulsion Société d'Amérique en 1872 et (avec Sylvester L. Langdon) Lamm Fireless Engine Company en 1874. Les moteurs sans feu de Lamm ont été brièvement populaires, à la fois aux États-Unis et en France, mais furent bientôt remplacés par les tramways électriques. Les locomotives françaises ont été construites en association avec Léon Francq, sous le nom « Lamm & Francq ». Francq apporta des perfectionnements pour produire des locomotives Francq à eau surchauffée.

Locomotive Henschel classification 040 de 1952 utilisé à la centrale thermique de Mannheim pour manœuvre de trains lourds de charbon.

Grâce à l'absence de fumées, le système sans foyer a gagné un nouveau bail de vie avec la locomotive de manœuvre industrielle. Toute usine qui possédait une chaudière statique pouvait l'utiliser pour recharger une locomotive à vapeur sans feu pour les opérations de manœuvres intérieures. Les locomotives de manœuvre sans foyer sont devenues particulièrement populaires en Allemagne et certaines sont encore en service commercial en 2021 comme à Herne ou à Mannheim. Les locotracteurs industriels Fireless étaient généralement composés de 0-2-0 ou 0-3-0 roues, mais certains ont été construits en mode 0-4-0s, comme cet exemple par La Meuse de Belgique.

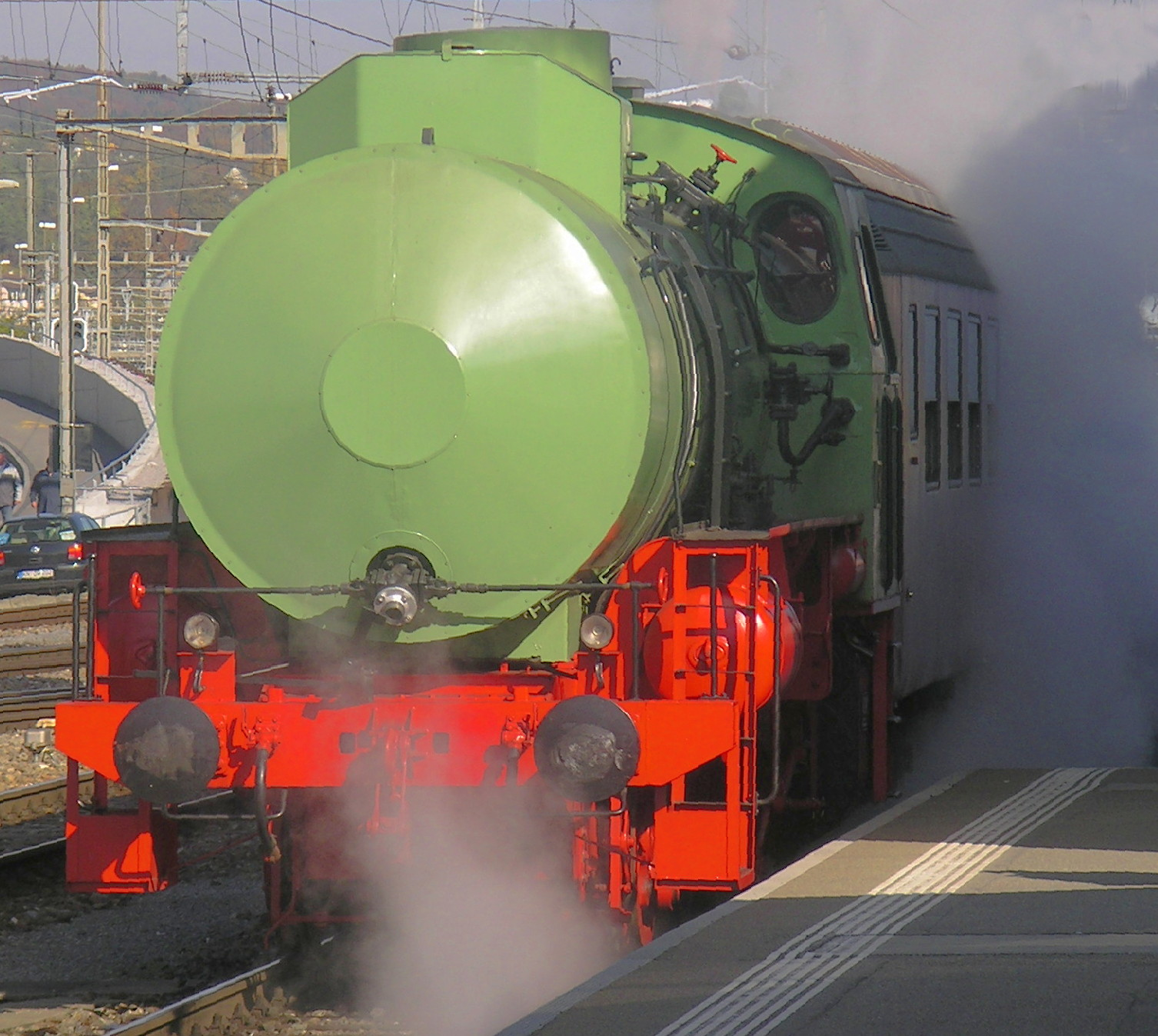
Locomotive à accumulateur de vapeur type Meiningen, renové par DLM, à la gare de Schaffhouse, Suisse en 2012.

La société suisse DLM a récemment (2012) tenté de promouvoir la locomotive à vapeur sans feu comme une alternative écologique à la locomotive diesel pour les manœuvres. DLM affirme que les locotracteurs diesel passent généralement 75 % de leur temps à travailler avec le moteur au ralenti.

## Galerie

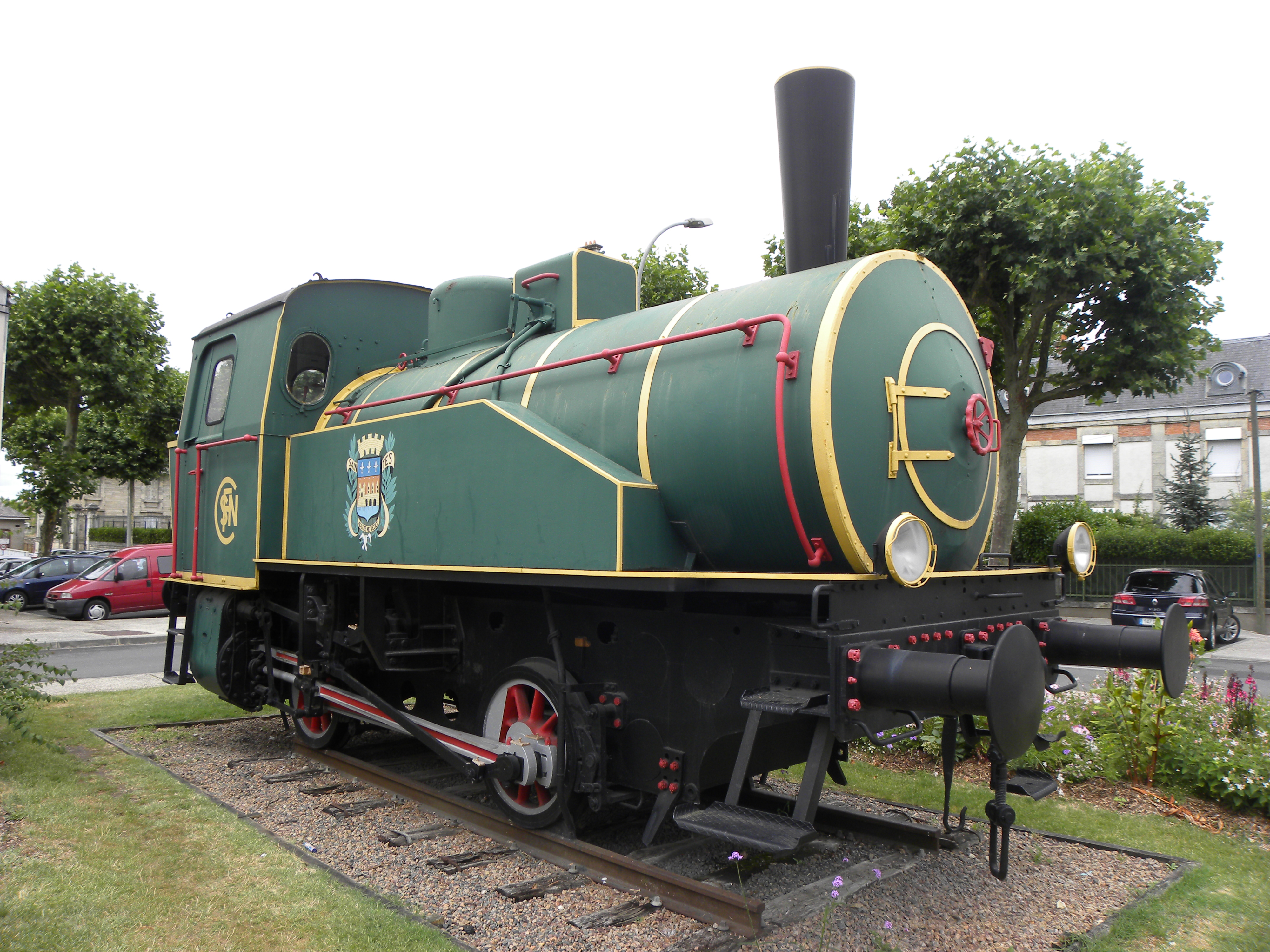
Locomotive SNCF 020 sans feu.
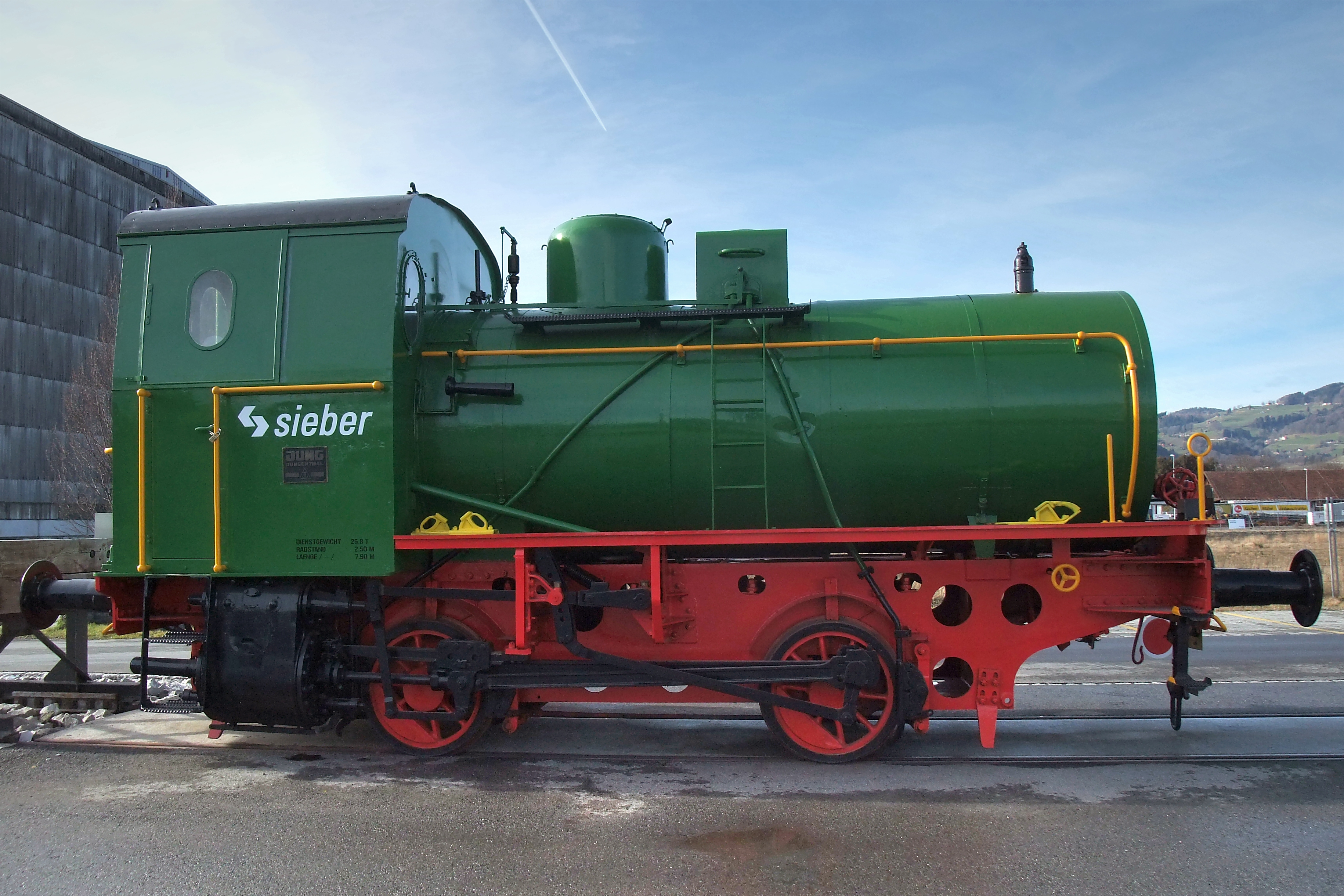
Locomotive allemande 020 de 1953, restaurée en 2016, en Suisse.
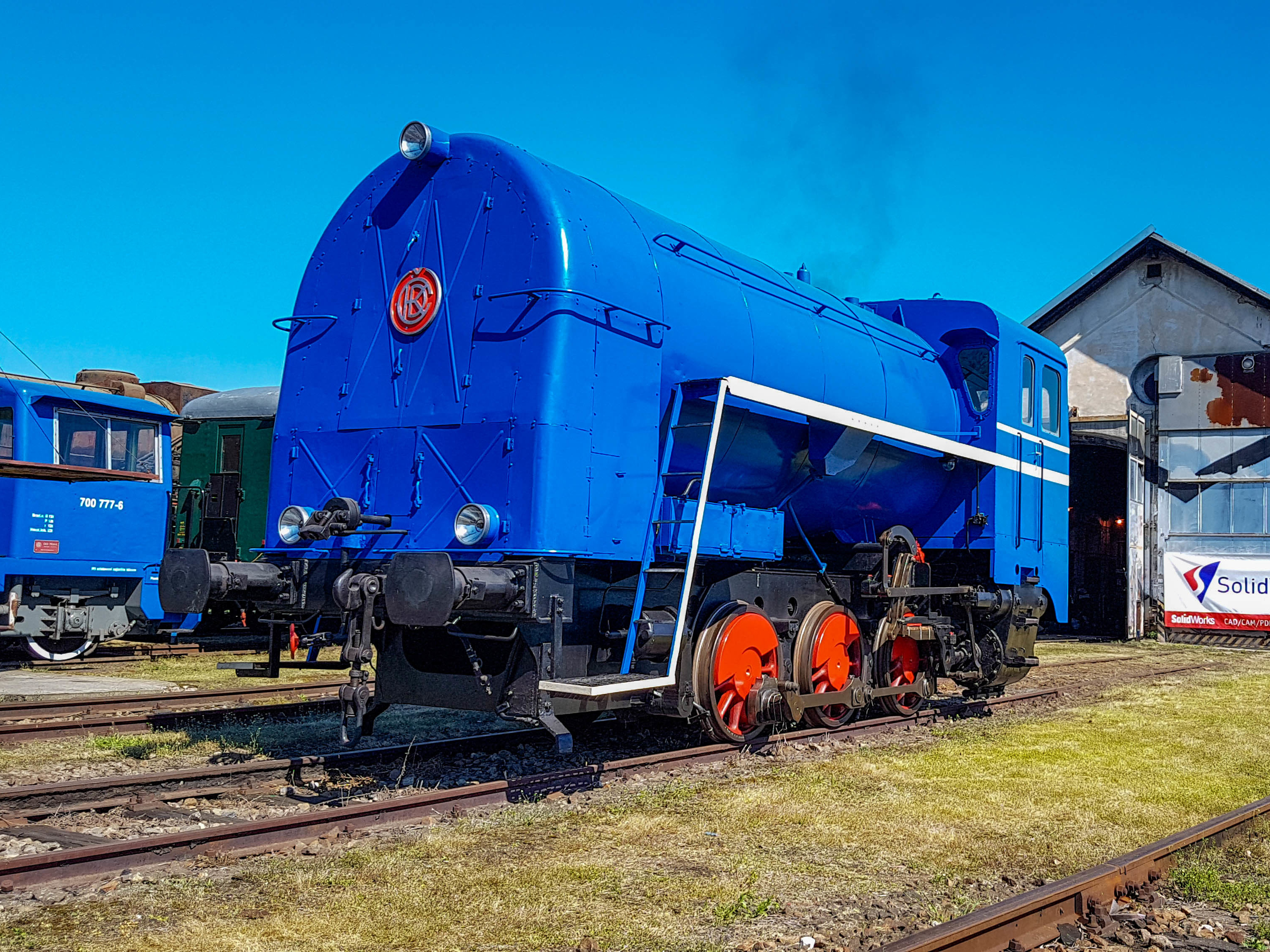
Locomotive czeck ČKD 1435 CS 40 A à Brno.
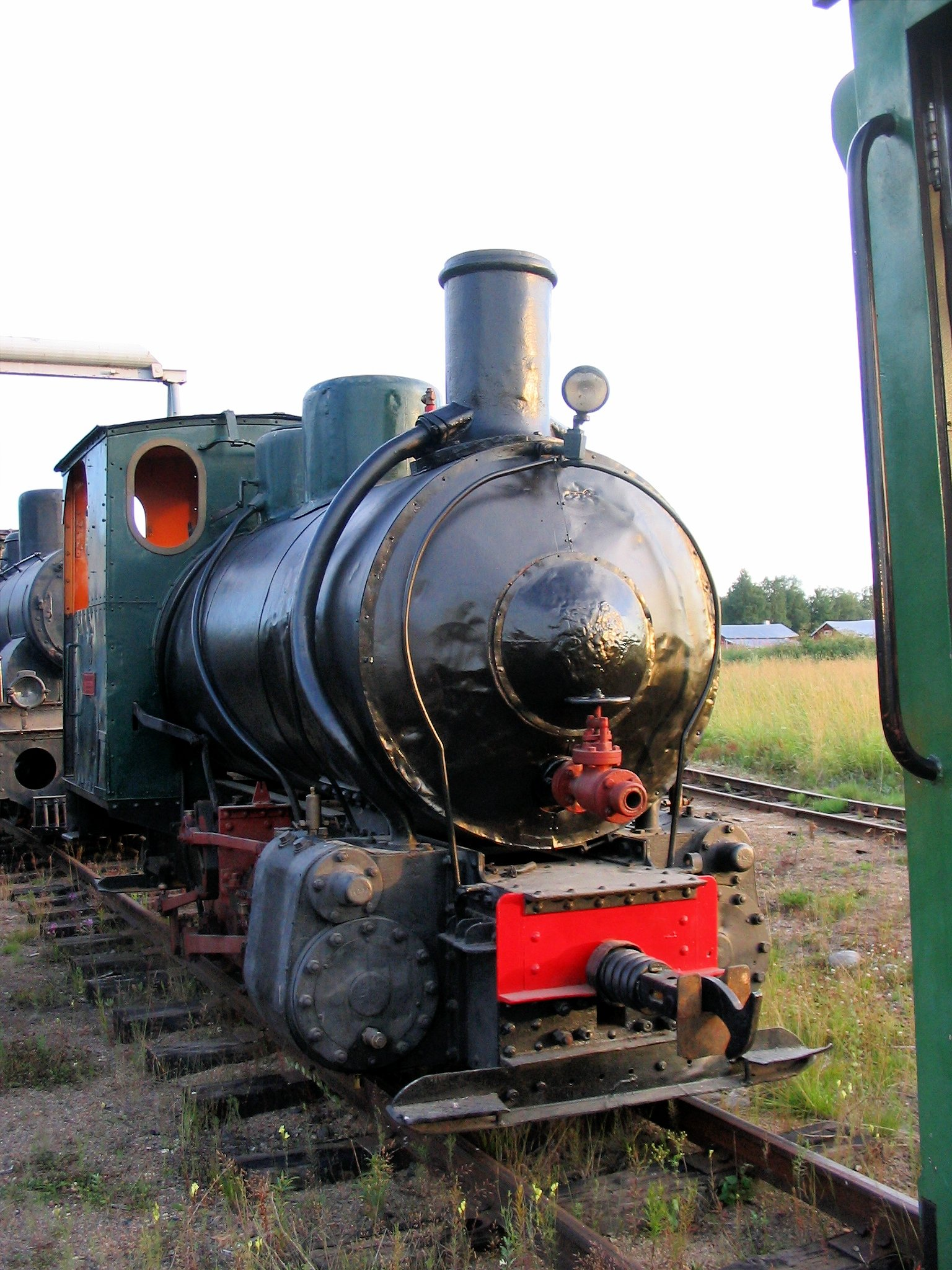
Machine à voie étroite de 750 mm au chemin de fer musée Jokioisten museorautatie en Finlande, robinet de connexion bien visible.